# Slip mine hænder
|  | Denne artikel er oprettet af botten Steenthbot ud fra en ekstern database. Den kan derfor have sproglige fejl eller mangler. Denne skabelon kan fjernes efter kontrol af indholdet. |

Slip mine hænder er en dansk dokumentarfilm fra 2015 instrueret af Ala'A Mohsen.

## Handling
Med sorg i stemmen og et mørkt udtryk i ansigtet fortæller 42-årige Haider om sit liv i fangenskab under oprøret i Irak i 1991. Saddam Hussein havde netop opgivet krigen og forladt et krigsramt land i knæ. Selvom fortiden er dunkel og fyldt med smerte, ser Haider fremad med håbet om et trygt og værdigt liv for sine børn her i Danmark.